# Mount Trorey
Der Mount Trorey ist ein 2461 m hoher Berg mit einer Schartenhöhe von 111 m und einer Dominanz von 0,88 km im Südwesten der kanadischen Provinz British Columbia, im Squamish-Lillooet Regional District.

## Geographie
Der Berg liegt im Garibaldi Provincial Park. Er ist Teil der Spearhead Range, einer Teilkette der Garibaldi Ranges der Coast Mountains. Der Trorey Mountain liegt 12 km ostsüdöstlich von Whistler und 2 km westlich des Tremor Mountain, des höchsten Gipfels der Spearhead Range. Der nächsthöhere Berg ist der Mount Pattison (2483 m).
Die Abflüsse der Niederschläge von der Südseite des Berges werden über den Fitzsimmons Creek in den Cheakamus River abgeleitet; das Schmelzwasser des Trorey Glacier am Nordosthang fließt in den Wedge Creek. Das Relief in seiner Umgebung ist beachtlich, denn der Gipfel ragt 1.160 m über den Fitzsimmons Creek in 1,5 Kilometern Entfernung. Der Mount Trorey wird oft im Zuge der Spearhead Traverse bestiegen.

## Geschichte
Der Name "Trorey Mountain" wurde am 2. September 1930 wie vom Garibaldi Park Board vorgeschlagen angenommen. Das Toponym wurde am 31. Dezember 1966 durch das Geographical Names Board of Canada offiziell zu „Mount Trorey“ geändert.
Der Berg ist nach James John Trorey (1858–1941) benannt, einem Gründungsmitglied des Vancouver Mountaineering Club von 1907 (heute der British Columbia Mountaineering Club). Trorey war auch Mitglied des Teams, das die Erstbesteigung des Mount Garibaldi am 11. August 1907 ausführte.
Die Erstbesteigung des Mt. Trorey wurde 1928 durch eine Seilschaft der B.C. Garibaldi Survey ausgeführt.:141

## Galerie

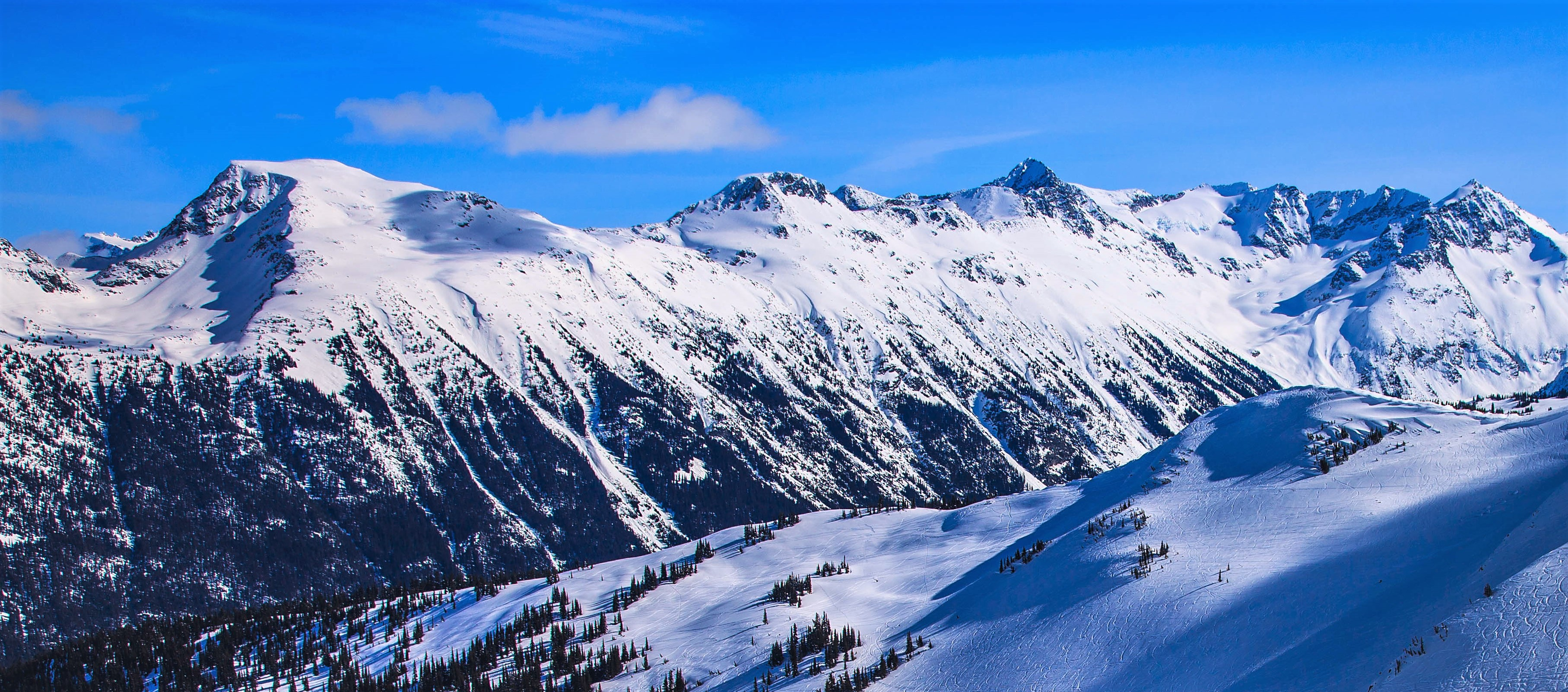
Decker Mountain (links), Mount Trorey (Mitte), Tremor Mountain (rechts der Mitte) und Mount Macbeth (rechter Rand) vom Whistler-Blackcomb-Skigebiet aus

## Klima
In Bezug auf die Klimaklassifikation nach Köppen und Geiger herrscht am Mount Trorey ein Westseiten-Seeklima. Die meisten Wetterfronten stammen vom Pazifik und bewegen sich ostwärts auf die Coast Mountains zu, wo sie durch die Berge zum  Aufsteigen (Windstau) gezwungen werden, was wiederum dazu führt, dass die enthaltene Feuchtigkeit in Form von Regen oder Schnee abgegeben wird. Im Ergebnis führt das zu hohen Niederschlägen in den Coast Mountains, insbesondere zu starken Schneefällen im Winter. Die Temperaturen können unter −20 °C fallen, unter Berücksichtigung von Windchill-Einfluss unter −30 °C. Dieses Klima nährt den Trorey Glacier am Nordosthang des Berges und das nahegelegene Whistler-Blackcomb-Skigebiet.